# Shang Yang
Shang Yang (in cinese 商鞅; 390 a.C. – 338 a.C.) è stato uno statista cinese dello Stato di Qin durante il Periodo dei regni combattenti.
Nato col nome di Wei Yang (cinese tradizionale: 衛鞅 cinese semplificato: 卫鞅) nello Stato di Wei, con il supporto del Duca Xiao di Qin (秦孝公), Shang Yang mise in atto una serie di importanti riforme nello stato di Qin. Le idee riformatrici di Shang Yang furono uno dei pilastri fondanti della futura corrente di filosofia del diritto nota come legismo (法家) e permisero a Qin di passare dalla condizione di stato marginale e periferico a regno potente e fortemente centralizzato. A Shang Yang è attribuito il testo Libro del Signore di Shang nel quale vengono descritte le sue idee riformatrici.

## Riforme
Le riforme attribuite a Shang Yang avvennero in seguito alla sua nomina a tso-shu-chang (decimo grado dei ranghi di Chin) dell'anno 356 a.C. e comprendevano, secondo quanto narrato da Sima Qian nella sua opera storica Shiji:
- definizione dei premi e delle punizioni non più sulla base del rango ma dei meriti militari e di produzione agricola.
- superamento del sistema feudale di proprietà della terra per passare alla proprietà individuale.
- organizzazione del popolo in gruppi di cinque o dieci uomini, responsabili l'uno dell'altro e incaricati di denunciarsi a vicenda in caso di reato. In caso di omissione di denuncia il colpevole sarebbe stato passibile della stessa punizione.
- smembramento del sistema patriarcale attraverso una legislazione fiscale che imponeva tassa doppia per nuclei familiari con presenza di due o più figli maschi.
- istituzione di nuove unità amministrative, un nuovo sistema di tassazione e parificazione delle unità di misura di pesi, quantità e lunghezza.

## Morte di Shang Yang
Alla morte del sovrano di Qin e suo protettore, il Duca Xiao, Shang Yang dovette fronteggiare la malevolenza della nobiltà di Qin e dello stesso erede al trono, Huiwen, da lui in passato fatto punire alla stregua di un normale cittadino. Secondo quanto narrato nel Shiji, saputo dell'ordine di arresto, Shang Yang scappò e si nascose tra le montagne. Quando però volle alloggiare in una locanda, il proprietario non lo accolse in quanto la legge che lo stesso Shang Yang aveva proclamato proibiva di accogliere ospiti che non si identificassero.
Braccato dai suoi nemici, Shang Yang si recò allora nei suoi possedimenti e organizzò una ribellione, ma venne sconfitto e ucciso. Come punizione per la rivolta e come monito per altri, il corpo di Shang Yang fu smembrato e la sua famiglia sterminata.